# Ledis Balceiro
Ledis Balceiro (n. 18 aprilie 1975, Matanzas, Cuba) este un canoist ce a reprezentat Cuba, medaliat olimpic. A participat la 2 ediții ale Jocurilor Olimpice (2000, 2004) în care a câștigat două medalii de argint.